# Ante Vučemilović-Šimunović
Ante Vučemilović-Šimunović (Eszék, 1974. június 13. –) horvát nemzetközi labdarúgó-játékvezető.

## Pályafutása

### Nemzeti játékvezetés
2005-ben lett hazája legfelső szintű labdarúgó-bajnokságának játékvezetője.

### Nemzetközi játékvezetés
A Horvát labdarúgó-szövetség Játékvezető Bizottsága  2007-ben úgy terjesztette fel nemzetközi játékvezetőnek, a Nemzetközi Labdarúgó-szövetség (FIFA) bíróinak keretébe, hogy, hazájában nem vezetett egyetlen kiemelkedő mérkőzést sem. Több nemzetek közötti válogatott és klubmérkőzést vezetett, vagy működő társának 4. bíróként segített. FIFA JB besorolás szerint 3. kategóriás bíró. A horvát nemzetközi játékvezetők rangsorában, a világbajnokság-Európa-bajnokság sorrendjében többedmagával az 5. helyet foglalja el 2 találkozó szolgálatával. Válogatott mérkőzéseinek száma: 3 (2013).

#### Világbajnokság
A világbajnoki döntőhöz vezető úton Brazíliába a XX., a 2014-es labdarúgó-világbajnokságra a FIFA JB bíróként alkalmazta.

##### Selejtező mérkőzés
| Időpont              | Helyszín                                            | Mérkőzés típusa           | Mérkőzés          | Eredmény | Nézők száma |
| -------------------- | --------------------------------------------------- | ------------------------- | ----------------- | -------- | ----------- |
| 2013. szeptember 10. | Estadi Comunal d’Andorra la Vella, Andorra la Vella | előselejtező (D. csoport) | Andorra–Hollandia | 0 – 2    | 1100        |

#### Európa-bajnokság
Az európai labdarúgó torna döntőjéhez vezető úton Ukrajnába és Lengyelországba a XIV., a 2012-es labdarúgó-Európa-bajnokságra az UEFA JB játékvezetőként foglalkoztatta.

##### Selejtező mérkőzés
| Időpont             | Helyszín                   | Mérkőzés típusa           | Mérkőzés                   | Eredmény | Nézők száma |
| ------------------- | -------------------------- | ------------------------- | -------------------------- | -------- | ----------- |
| 2010. augusztus 11. | A. Le Coq Stadion, Tallinn | előselejtező (C. csoport) | Észtország–Feröer-szigetek | 2 – 1    | 5470        |

## Magyar vonatkozás
Asszisztensei Dalibor Conjar és Miro Grigic, tartalék játékvezetője Lémon Oszkár volt.
| Időpont          | Helyszín       | Mérkőzés típusa              | Mérkőzés                 | Eredmény | Nézők száma |
| ---------------- | -------------- | ---------------------------- | ------------------------ | -------- | ----------- |
| 2010. március 3. | ETO Park, Győr | felkészülési (847. mérkőzés) | Magyarország–Oroszország | 1 – 1    | 10 423      |